# Старі урядові будівлі (Веллінгтон)
Старі урядові будівлі у Веллінгтоні — громадські будівлі адміністративного призначення на Ламбтон набережній, споруджені 1876 року для потреб провінційного уряду Нової Зеландії у складі Британської імперії. Зараз це пам'ятка історії.

## Конструкція та стиль
Будівля була введена в експлуатацію на початку 1870-х років Міністерством Фокса, частково в очікуванні скасування провінційних урядів. Спочатку планувалося будівництво споруджувати з бетону та деревини, але вартість бетону в той час призвела до прийняття рішення будувати лише з деревини. Спроектована у псевдоіталійському та неоренесансному стилях, котрі як правило, використовуються для кам'яних будівель, таким чином, будівля планувалася з матеріалів, що імітують камінь. Будучи важливим символом державності, будівля була побудована так, щоб нагадувати італійський кам'яний палац, щоб допомогти передати його силу та стабільність у розширюваній імперії. Будівельні матеріали були місцевого походження з лісів каурі в Новій Зеландії. У разі, якщо будівля була б побудована з каменю, як було заплановано, вона, можливо, не пережила наступних землетрусів, оскільки розташована поблизу головної лінії розлому. Архітектором був Вільям Клейтон, підрядниками — Скулар та Арчібальд. Коли споруда відкрилася 1876 року, після 22 місяців будівництва, і вартістю 39 000 фунтів стерлінгів, це була найбільша будівля в країні, і тепер вважається однією з найважливіших історичних будівель Нової Зеландії. Будівля була побудована на меліорованій землі.